# Clasamentul pe medalii la Jocurile Olimpice de vară din 1900
Clasamentul pe medalii la Jocurile Olimpice de vară din 1900 este o listă a Comitetelor Olimpice Naționale aranjate după numărul de medalii obținute în timpul Olimpiadei de vară din 1900, desfășurată la Paris, Franța, în perioada 14 mai - 28 octombrie 1900 (ca parte a Expoziției Universale din 1900). Un total de 997 de sportivi (reprezentând 24 de națiuni) au participat în 85 de probe sportive (în cadrul a 19 sporturi). Femeile au participat pentru prima dată la Jocurile Olimpice.
21 din cele 24 de națiuni participante au obținut medalii, pe lângă cele 12 medalii obținute de echipele mixte (echipe formate din sportivi din mai multe națiuni). Țara gazdă, Franța, a dominat clasamentul, obținând cele mai multe medalii de aur (26), argint (41), și bronz (34) având și cel mai mare număr total de medalii (101).
În Jocurile Olimpice timpurii, câteva probe sportive pe echipe au fost contestate de sportivi din mai multe țări. Retroactiv, CIO a creat noțiunea de „echipă mixtă” (cu codul de țară ZZX) pentru a face referire la acei sportivi. La Jocurile din 1900, sportivii din echipele mixte au câștigat medalii la probele de atletism, canotaj, luptă cu odgonul, navigație, polo călare și tenis de câmp. Unii sportivi au obținut medalii atât individual cât și făcând parte a unei echipe mixte. Acele medalii sunt tabulate sub diferite națiuni la numărătorile oficiale.
La Jocurile din 1900 nu s-au acordat medalii de aur; primul loc primea o medalie de argint iar cel de-al doilea loc prima una de bronz. CIO a acordat retroactiv medalii de aur, argint și bronz sportivilor clasați pe primele trei locuri, pentru a fi în concordanță cu tradițiile mai recente.

## Clasamentul pe medalii

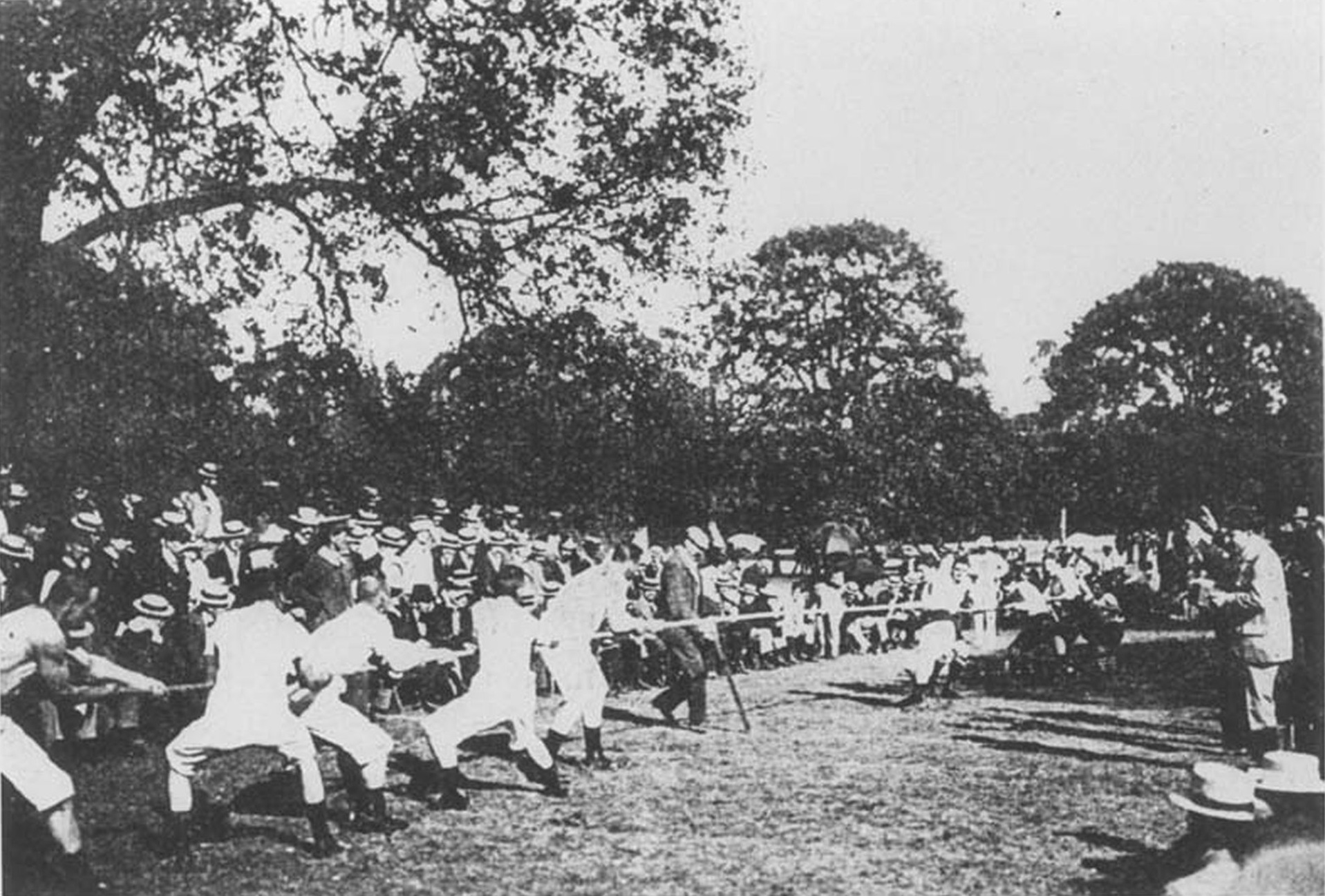
O echipă mixtă formată din sportivi din Suedia și Danemarca învinge echipa franceză și câștigă aurul olimpic la luptă cu odgonul.

Acesta este tabelul complet al numărului de medalii de la Jocurile Olimpice de vară din 1900, bazat pe datele oferite de Comitetul Internațional Olimpic (CIO). Ordonarea se face în funcție de numărul de medalii de aur. Apoi se ia în considerare numărul de medalii de argint și apoi numărul de medalii de bronz. Dacă după ordonarea anterior enunțată, țările se află tot la egalitate, li se acordă un loc egal și sunt ordonate alfabetic. Informațiile sunt oferite de CIO, deși CIO nu recunoaște sau susține niciun sistem de ordonare.
Pentru a sorta acest tabel după o anumită coloană, apăsați pe iconița  de lângă titlul coloanei.
Legendă
      Țara gazdă
| Loc               | Țară                             | Aur | Argint | Bronz | Total |
| ----------------- | -------------------------------- | --- | ------ | ----- | ----- |
| 1                 | Franța (FRA)                     | 26  | 41     | 34    | 101   |
| 2                 | Statele Unite ale Americii (USA) | 19  | 14     | 14    | 47    |
| 3                 | Marea Britanie (GBR)             | 15  | 6      | 9     | 30    |
| 4                 | Echipa mixtă (ZZX)               | 6   | 3      | 3     | 12    |
| 5                 | Elveția (SUI)                    | 6   | 2      | 1     | 9     |
| 6                 | Belgia (BEL)                     | 5   | 5      | 5     | 15    |
| 7                 | Germania (GER)                   | 4   | 2      | 2     | 8     |
| 8                 | Italia (ITA)                     | 2   | 2      | 0     | 4     |
| 9                 | Australia (AUS)                  | 2   | 0      | 3     | 5     |
| 10                | Danemarca (DEN)                  | 1   | 3      | 2     | 6     |
| 11                | Ungaria (HUN)                    | 1   | 2      | 2     | 5     |
| 12                | Cuba (CUB)                       | 1   | 1      | 0     | 2     |
| 13                | Canada (CAN)                     | 1   | 0      | 1     | 2     |
| 14                | Spania (ESP)                     | 1   | 0      | 0     | 1     |
| 15                | Austria (AUT)                    | 0   | 3      | 3     | 6     |
| 16                | Norvegia (NOR)                   | 0   | 2      | 3     | 5     |
| 17                | India (IND)                      | 0   | 2      | 0     | 2     |
| 18                | Olanda (NED)                     | 0   | 1      | 3     | 4     |
| 19                | Boemia (BOH)                     | 0   | 1      | 1     | 2     |
| 20                | Mexic (MEX)                      | 0   | 0      | 1     | 1     |
| 20                | Suedia (SWE)                     | 0   | 0      | 1     | 1     |
| Total (21 de CON) | Total (21 de CON)                | 90  | 90     | 88    | 268   |